# Giovanni Orlandini
Giovanni Orlandini (* 27. Oktober 1859 in Venedig; † 27. Januar 1937 ebenda) war ein italienischer Archivar.

## Leben
1882 trat er in den Dienst des Staatsarchivs in Venedig ein. Mit Ausnahme der Jahre 1897 bis 1899, in denen er am Staatsarchiv in Mailand arbeitete, verbrachte er sein ganzes Leben an diesem Archiv, zuletzt von Anfang 1927 bis zu seinem Eintritt in den Ruhestand Ende 1934 als Leiter des Archivs.